# Пакс (Западна Вирџинија)
Пакс (енгл. Pax) град је у америчкој савезној држави Западна Вирџинија.

## Демографија
По попису из 2010. године број становника је 167, што је 7 (-4,0%) становника мање него 2000. године.
| Група             | 2000.       | 2010.       |
| Белци             | 170 (97,7%) | 165 (98,8%) |
| Афроамериканци    | 2 (1,1%)    | 0 (0,0%)    |
| Азијати           | 0 (0,0%)    | 0 (0,0%)    |
| Хиспаноамериканци | 0 (0,0%)    | 2 (1,2%)    |
| Укупно            | 174         | 167         |